# Iglesia de Nuestra Señora de la O (Navas del Madroño)
La iglesia de Nuestra Señora de la O es el templo parroquial católico de la villa española de Navas del Madroño, en la provincia de Cáceres. Es un edificio del siglo XVIII bajo la advocación de Nuestra Señora de la O.

## Localización
Se encuentra en el lado septentrional de la calle principal de la villa, que al oeste del templo recibe el nombre de "calle Francisco Pizarro" y al este el de "calle Coronel Guillén". Frente a la puerta del lado de la Epístola salen las calles Constitución y Hernán Cortés, entre las cuales se halla la casa consistorial de la villa, situada en la Plaza Mayor a unos cincuenta metros al sur del templo. En el norte del templo confluyen las calles Federico García Lorca, Santo Domingo de Guzmán y Santa María.

## Historia
El templo parroquial de Navas del Madroño había sido construido inicialmente en el siglo XVI, cuando no existía todavía el pueblo: lo que había entonces en este lugar, entonces perteneciente al término de Brozas en tierras de la Orden de Alcántara, era un conjunto de ventas en el cruce de las cañadas que unían la entonces villa de Cáceres con los puentes de Alcántara y Alconétar. Como consecuencia del desarrollo de la nueva localidad, en 1600 el templo fue declarado parroquia. Sin embargo, por motivos inciertos se decidió en el siglo XVIII reconstruir casi todo el edificio.
El templo es un edificio de estilo barroco con elementos tardorrenacentistas, ya que fue construido por arquitectos del siglo XVIII basándose parcialmente en planos póstumos del famoso arquitecto extremeño del siglo XVI Pedro de Ibarra, discípulo de Juan de Herrera, autor del monasterio de San Lorenzo de El Escorial. En 1737-1740 tuvo lugar el inicio de las obras, bajo la dirección de Alonso González y Teodosio Magallanes, natural este de Portugal, siendo acabada la obra en 1763 por Diego Gutiérrez Morán. En 1738 Francisco Ruiz, profesor de arquitectura y maestro de obras, reconoció las trazas y posturas de la nueva iglesia. En 1785 y 1786 dictaminó y reconoció la conclusión de sus obras el maestro de arquitectura Guillermo Casanova. El maestro de arquitectura Gabriel Fernández hizo reparos en 1784, 1786 y 1787.
Hay información documentada del ingreso en el templo parroquial de obras del lencero Antonio de Aedo Negrete (en 1737), de los casulleros Juan Martínez (1737), Julián Corralero (1750) y su mujer Manuela de Aguirre (1765), del latonero Gaspar Cornejo (1737), del maestro librero Domingo López del Barrio (1737), del platero Juan Martínez Caro (1737), de los campaneros Juan Antonio del Valle (1753) y Fernando Venero (1785), del maestro carpintero Francisco Moreno Rosado, natural de la localidad, (1761) y del sedero Juan Manuel de Baños (1785).

## Descripción
El templo está construido en mampostería y sillarejo, con partes de sillería en el exterior. La planta del edificio tiene forma rectangular, con una longitud de 42,70 m y una anchura de 14 m en la nave (llegando a los 18 en el crucero). Lleva a ambos lados tres contrafuertes de 1,15 m de anchura; por el lado de la Epístola lleva anejas tres construcciones (trastero, sacristía y bautisterio) y en las esquinas de los pies actúan como refuerzo el cuerpo de la torre y un contrafuerte especial de 2,85 m de construcción posterior. Presenta una sola pero majestuosa nave, dividida en cuatro tramos más un ábside semicircular. A los pies, el coro alto descansa sobre un arco carpanel.
El campanario es el elemento más destacable de la estructura. Está construido con sillares y sillarejos, con forma de prisma cuadrangular regular de 5 metros de lado. Esta torre tiene una altura total, incluyendo la espadaña de remate, de 23,5 metros.
Este campanario está dotado con cuatro campanas, tres situadas en el cuerpo de arcos que las alberga y que fueron realizadas en 1978 por la fábrica de campanas de Gabriel Rivera, de Montehermoso (Cáceres), y otra situada en la espadaña de remate.
|  |  |  |

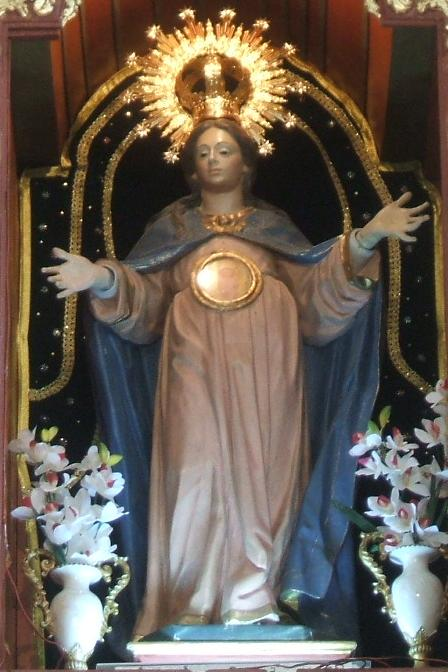
Imagen de la Virgen de la O.

El templo cuenta con tres retablos, todos de estilo rococó: el retablo mayor y dos retablos laterales dedicados a la Virgen del Rosario y a las Ánimas Benditas. Preside el altar mayor una imagen de Nuestra Señora de la O, patrona de la villa, que destaca por dejar ver al Niño Jesús todavía no nacido, a través de un cristal ovalado. Una imagen de Cristo yacente debida a Martínez Montañés fue destruida por un incendio en el año 1965. La imagen calcinada fue enviada al entonces denominado Instituto de Conservación y Restauración de Obras de Arte (ICROA) para llevar a cabo su restauración, sin que ésta pudiera ser llevada a cabo por el estado que presentaba. 
La custodia parroquial se elaboró en 1765 por el platero Antonio de Lara.
En la iglesia se conserva un armonio del siglo XIX.
El reloj de la torre fue instalado en 1881 por el relojero P. Pérez, siendo alcalde Segundo Galán Domínguez y secretario Pedro Romero Barriga, tal y como indica una placa en la maquinaria. Este reloj ya no está en funcionamiento.

## Uso actual
Desde el punto de vista eclesiástico, el templo es sede de una parroquia que abarca el municipio de Navas del Madroño, dependiente del arciprestazgo de Alcántara-Arroyo de la Luz en la diócesis de Coria-Cáceres. La parroquia se halla totalmente activa, con una misa diaria durante todo el año. Esta parroquia posee la singularidad de tener una única ermita a su cargo en una zona en la que suele haber varias ermitas en cada municipio: la ermita de Santo Domingo de Guzmán.
El edificio está protegido por el Plan General Municipal de Navas del Madroño, como patrimonio histórico inventariado por la Junta de Extremadura.